# Форман, Фред
Фре́дерик Ральф Фо́рман (англ. Frederick Ralph Forman), более известный как Фред Фо́рман (англ. Fred Forman; 8 ноября 1873 — 14 июня 1910) — английский футболист, крайний нападающий. Выступал за футбольные клубы «Дерби Каунти» и «Ноттингем Форест», также провёл три матча за национальную сборную Англии.

## Футбольная карьера
Родился в Астон-он-Тренте (Дербишир) в семье фермера. Играл за любительские футбольные команды «Астон-он-Трент» и «Бистон Таун». В январе 1892 года присоединился к клубу «Дерби Каунти». Дебютировал за «баранов» 25 марта 1893 года в матче против «Уэнсдей». Провёл за команду 4 матча.
В 1894 году перешёл в «Ноттингем Форест». Дебютировал за клуб 15 февраля 1894 года в матче Лиги объединённых графств против «Шеффилд Юнайтед». 22 сентября 1894 года дебютировал в Футбольной лиге в матче против «Эвертона». Выступал на позиции крайнего нападающего. Из-за травм не принял участия в победном для «Форест» Кубке Англии сезона 1897/98. Последний матч за клуб провёл 31 января 1903 года (против «Блэкберн Роверс»). В 1903 году завершил карьеру. Всего провёл за «Ноттингем Форест» 180 (по другим данным, 181) матчей, в которых забил 40 голов.
18 февраля 1899 года дебютировал за национальную сборную Англии в матче Домашнего чемпионата против сборной Ирландии, сыграв со своим родным братом Фрэнком, причём оба брата забили (Фред два гола, Фрэнк один). В той игре англичане победили со счётом 13:2. 20 марта двое братьев сыграли на «Аштон Гейт» против сборной Уэльса (победа англичан со счётом 4:0, один из голов забил Фред), а 8 апреля — против сборной Шотландии на «Вилла Парк» (победа англичан со счётом 2:1). В ноябре 1899 года Фред отправился в неофициальное турне Футбольной ассоциации Англии по Германии, сыграв три матча из четырёх, в которых забил четыре гола (матчи считаются неофициальными и в статистике не учитываются).

## Вне футбола
После завершения футбольной карьеры работал железнодорожным чертёжником.
Умер в возрасте 36 лет от туберкулёза.